# Arctoconopa carbonipes
Arctoconopa carbonipes är en tvåvingeart som först beskrevs av Alexander 1929.  Arctoconopa carbonipes ingår i släktet Arctoconopa och familjen småharkrankar. Inga underarter finns listade i Catalogue of Life.